# منتخب لوكسمبورغ للكريكت
منتخب لوكسمبورغ للكريكت هو ممثل لوكسمبورغ الرسمي في المنافسات الدولية في الكريكت
.